# Slinkachu

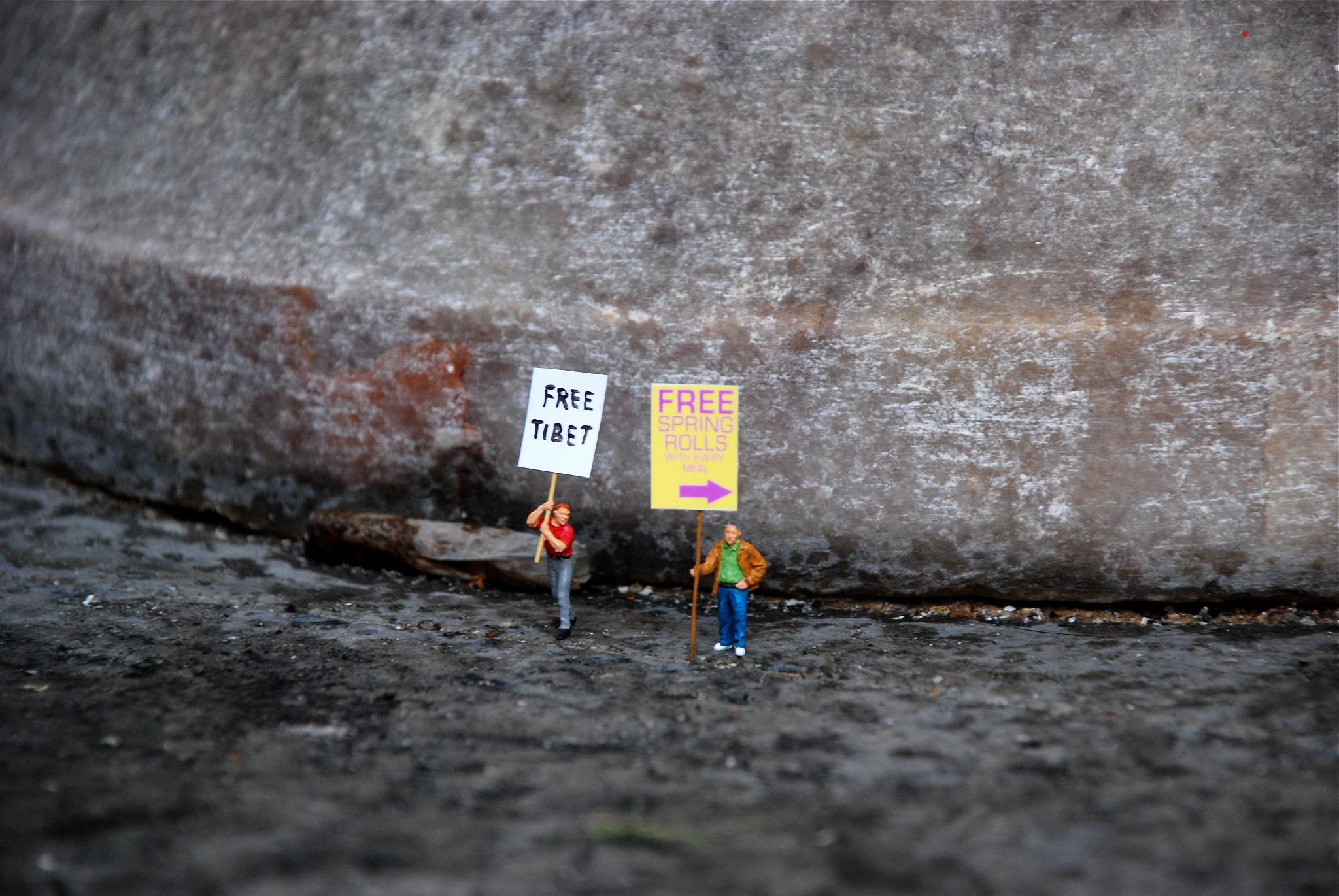
Little People.

Stuart Pantoll ou Slinkachu est un artiste britannique né en 1979. Il est notamment connu pour ses œuvres d'art urbain de la série Little People installées dans différents lieux de Londres depuis 2006. Ses travaux ont été présenté dans des expositions à Londres et en Norvège. Slinkachu intègre ses saynètes faites de personnages miniatures dans un décor urbain et photographie en macro la scène. Puis, il remet la situation dans son contexte par une photo grand angle (plan d'ensemble).

## Œuvres
- 2006 : Little People Project[1]
- 2008 : Inner City Snail[1]
- 2013 : Artwork pour l'exposition 20 years of war child[2]